# Rosa Crux
Rosa Crux es una agrupación de música originarios de Francia; especializados en la temática Ritualista; Gótica e Incidental. Interpretan sus canciones en Latín y escriben sus letras basándose en antiguos textos alquimistas. Los integrantes de la banda fueron acusados de profanar antiguas tumbas y lugares históricos en el sur de Francia; con el fin de obtener más información para sus investigaciones; aunque existe poca información probatoria al respecto.  

## Discografía
- Noctes Insomnes
- Proficere
- In Tenebris